# A311高速公路
A311高速公路是法国的一条高速公路，始于Perrigny-LES-第戎，终于Longvic，与A31高速相连。A311东西走向，经过勃艮第。A311全长12千米，由APRR负责管理运营，1974年建成通车。